# منطقة بهيند
بهيند رمزها «BD» (بالإنجليزية: Bhind)‏ ، هو تقسيم إداري لدولة الهند تتبع ولاية مدية برديش (بالإنجليزية: Madhya  Pradesh)‏ ، مركزها هو مدينة بهيند (بالإنجليزية: Bhind)‏ عدد سكانها حسب تعداد سنة 2001 هو 1,426,951 ، مساحتها 4,459 كم² وكثافة السكان 320 لكل كم² .